# Петушинский, Денис Леонидович
Денис Леонидович Петушинский (род. 28 июня 1967 года, Иркутск) — советский, российский и новозеландский легкоатлет, специализирующийся в прыжках с шестом. Чемпион России в помещении 1992 года. Чемпион России 1993 года.

## Биография
Денис Леонидович Петушинский родился 28 июня 1967 года в Иркутске. Начал заниматься лёгкой атлетикой в 11 лет в клубе «Локомотив» у Юрия Николаевича Волкова. Позже переехал в Москву, где прожил восемь лет. В это время тренировался под руководством Евгения Георгиевича Бондаренко.
В 1997 году переехал в Новую Зеландию. Через год, получив гражданство, он выиграл серебряную медаль на Играх Содружества 1998 года с результатом 5,55 м, но позднее был дисквалифицирован на 4 года за употребление допинга — станозолола.
Затем вернулся в Россию. С 2006 по 2007 работал заместителем губернатора Иркутской области Александра Тишанина по лесному хозяйству и лесоперерабатывающей промышленности.
С 2009 года является президентом Федерации лёгкой атлетики Иркутской области.

### Семья
Переехав в Москву женился, в 1993 году родился сын Николай. В настоящее время в разводе, жена с сыном живут в Новой Зеландии.

## Основные результаты

### Международные
| Год            | Соревнования                 | Место проведения       | Место  | Результат |
| Россия         | Россия                       | Россия                 | Россия | Россия    |
| -------------- | ---------------------------- | ---------------------- | ------ | --------- |
| 1993           | Чемпионат мира               | Штутгарт, Германия     | 6      | 5,80 м    |
| 1993           | Финал Гран-при IAAF          | Лондон, Великобритания | —      | NM        |
| 1994           | Чемпионат Европы в помещении | Париж, Франция         | 4      | 5,75 м    |
| 1994           | Чемпионат Европы             | Хельсинки, Финляндия   | 5      | 5,80 м    |
| 1994           | Финал Гран-при IAAF          | Париж, Франция         | 4      | 5,70 м    |
| Новая Зеландия |                              |                        |        |           |
| 1998           | Игры Содружества             | Куала-Лумпур, Малайзия | DSQ () | 5,55 м    |

### Национальные
| Год  | Соревнования                 | Место проведения | Место | Результат |
| ---- | ---------------------------- | ---------------- | ----- | --------- |
| 1992 | Чемпионат России в помещении | Волгоград        | 1     | 5,60 м    |
| 1993 | Чемпионат России             | Москва           | 1     | 5,80 м    |
| 1994 | Чемпионат России             | Санкт-Петербург  | 2     | 5,80 м    |